# Клещев, Спиридон Васильевич
Спиридон Васильевич Клещев (Березово, Оренбургская губерния — 1907, Шумиха, Оренбургская губерния) — первый житель города Шумиха (Курганская область).

## Биография
В конце XIX века вокруг озера Крутоберегового (ныне Копанец) были поскотины крестьян из села Каменное Каменной волости Челябинского уезда Оренбургской губернии (ныне село входит в Шумихинский муниципальный округ Курганской области), одна из них находившаяся на южном берегу озера (ныне ул. Островского) и принадлежала Спиридону Васильевичу. При въезде на поскотину стояли вековые берёзы вместо воротных столбов, сооружены затворы, к дому Спиридона Васильевича вела дорожка, по краям заросшая папоротником.
В детстве Спиридон Клещев жил в нужде, после смерти отца, мать перевезла сына из села Березово Каменной волости (ныне село входит Шумихинский муниципальный округ Курганской области) в село Каменное, где повторно вышла замуж за крестьянина Михаила Крохолева, продав сыновью «душу» (земельный надел) березовскому крестьянину Афанасию Павловичу Клещеву. Так маленький Спиридон начал жить с отчимом без «души», обрабатывая его землю. Все жизнь Спиридон Васильевич мечтал отделиться от отчима и уехать на пустые-свободные земли вместе со скотом.
Уехав со скотиной на свободные земли, поставил небольшую избушку и огородил её пряслом, чтоб скотина не разбегалась. Сам жил на паскотине. На южном берегу озера Крутоберегового (ныне озеро Копанец, расположено в самом центре города Шумиха). Местные жители крестьянина Клещева прозвали Яман (по-татарски плохой), между собой его никто не называл по имени и отчеству, а все называли его Яман. До сих пор никому неизвестно, почему его так прозвали местные жители.
Местные жители говорили, что до постройки Транссибирской магистрали, Яман занимался не только полевыми работами, а ещё кое-чем. Как только начали строить Транссибирскую магистраль, Спиридон Васильевич развернул свою предприимчивость. У себя на поскотине открыл тайную торговлю водкой и разными съестными припасами, принимал ворованные вещи, а по случаю и сам был не против поживиться. Его дом стал мал для этих неблаговидных дел и он перевозит из села Каменное свой двухэтажный, брусовый дом (ныне этот дом стоит по ул. Островского) и ставит его на своей поскотине. Пообщавшись со своей родственницей Дунькой Долгой, Яман открывает в своей усадьбе публичный дом.
Голодные семьи ждали от крестьян, строивших железную дорогу, средства для дальнейшего существования. Но соблазн был велик, тот кто заходил к Яману выпить шкалик водки, оставляли у него и у Дуньки Долгой весь свой заработок. Немало было пролито слёз матерей и жён. Но Спиридон Васильевич промышлял не только этим: у тех, кто перепил, он опустошал карманы. Но видимо не со всеми это проходило, кто-то нажаловался.
Однажды пришедшие усадьбу С. Клещева полицейские сделали обыск, в ходе которого в подвале Ямана были найдены 7 трупов. В 1907 году он был арестован, при аресте оказал вооруженное сопротивление, был избит и заключён в тюрьму, где и скончался от побоев.
Поскотина и усадьба перешла во владение Каменского сельского общества, а позже выкуплена купцом Наумовым.

## Память
В городе Шумиха есть два памятных места, о первом жители города.
- Двухэтажная усадьба Клещева С. В. (Находится на ул. Островского)
- Сквер первого поселенца города, Клещева С. В. (Находится на ул. Островского), в сквере расположена декоративная композиция в виде: фундамента, а над ним возвышается плита, низ плиты сделан в виде бруса, на верху плиты большими цифрами красуется дата 1892 год, в центре плиты надпись: «Вблизи этого места было первое поселение крестьянина Каменской волости Клещева Спиридона Васильевича».